# OUB Centre
La One Raffles Place, in passato chiamata Overseas Union Bank Centre o OUB Centre (in cinese 华联银行大厦)  è un grattacielo di Singapore, di cui detiene il primato di altezza, condiviso con UOB Plaza One e Republic Plaza. L'edificio si trova al centro della città di Raffles Place.

## Architettura
- L'edificio si compone di due strutture triangolari con un piccolo spazio tra di loro.
- Il telaio in acciaio consente la realizzazione di spazi per uffici senza colonne.
- Il pavimento è una lastra di cemento armato con una piattaforma di acciaio nervato.
- I parcheggi, le aree retail sono collegate al sistema di MRT di Singapore e si trovano sopra e sotto terra.
- La torre è rivestita in lega di alluminio trattata chimicamente che cambia colore con la luce che riflette.
- I disegni quadrati e circolari perforano la facciata dell'edificio, inciso da un modello di griglia di rettangoli e unità finestra.
- L'ingresso drammatico è presentato da un spaccato di otto piani, insieme con lucernari e altri effetti di luce per creare una sensazione ariosa.

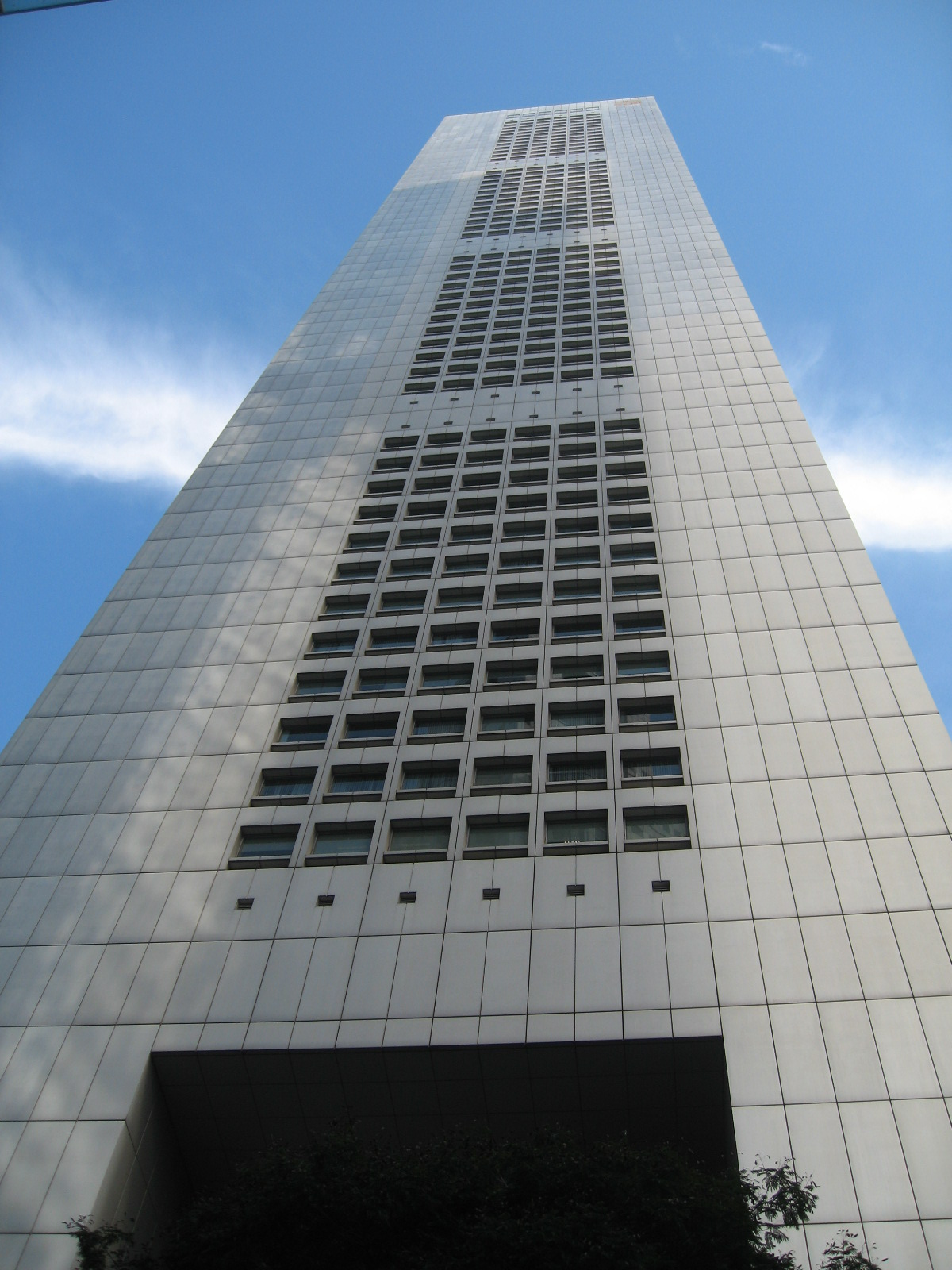

## Eventi
Nel 2000, il francese Alain Robert (noto per la scalata dei grattacieli), ha tentato di scalarlo, ma al 21º piano la polizia l'ha convinto a rinunciare, facendolo poi rientrare attraverso una finestra del 23º piano.  Egli è stato arrestato dalla polizia di Singapore.